# Ekathotsarot
Ekathotsarot, Somdet Phra Ekatotsarot (Thai: สมเด็จพระเอกาทศรถ) ou Prabat Somdet Phra Sanpet III (Thai: พระบาทสมเด็จพระสรรเพชญ์ที่ 3),  né en 1556 à Phitsanulok et mort en 1610 à Ayutthaya, est un roi de l'ancien royaume d'Ayutthaya qui régna de 1605 à 1610.

## Biographie
Ekathotsarot est le fils du roi d'Ayuthaya Maha Thammarat. Il succéda à son frère Naresuan sous le nom de Sanphet III. En tant que successeur du Roi Naresuan le Grand, il a hérité d'un empire qui a représenté la plus grande expansion jamais atteinte du Siam, après plusieurs décennies de combats contre les Birmans et les Cambodgiens. Il a axé son temps sur le renforcement de l'organisation politique de Siam et sur les relations extérieures, notamment avec les Pays-Bas. Il envoya une mission diplomatique auprès de Maurice de Nassau prince d'Orange afin de rééquilibrer les relations dominées essentiellement par les Portugais, avec lesquels il maintenait, malgré tout, des relations cordiales avec les autorités portugaises de Goa.
Ekathotsarot était l'oncle de Kosa Pan qui dirigea la délégation diplomatique en France, laquelle fut reçu au château de Versailles par le roi Louis XIV en 1686 dans le but de contrebalancer l'influence des Pays-Bas.
Ekathosarot avait deux fils, le prince Si Saowaphak et le prince Sutat. En 1607, le prince Sutat fut investi au titre de Uparaja comme successeur de son père. Cependant, seulement quatre mois plus tard, le prince Sutat demanda à son père de libérer un prisonnier. Cette demande mit son père en colère de son père et accusa le prince Sutat d'une rébellion. Prince Sutat se suicida en s'empoisonnant ou peut-être fut-il suicidé par le poison la même nuit, à la grande douleur de son père Ekathotsarot. Comme son fils était mort, Ekathotsarot ne nomma pas son second fils, le prince Sri Saowabhak, Uparaja, comme prévu. Ekatotsarot mourut de dépression à la suite de la mort du prince Sutat, en 1610. C'est le prince Si Saowaphak succéda au trône.